# Таун енд Кантри (Вашингтон)
Таун енд Кантри (енгл. Town and Country) насељено је место без административног статуса у америчкој савезној држави Вашингтон.

## Демографија
По попису из 2010. године број становника је 4.857, што је 405 (9,1%) становника више него 2000. године.
| Група             | 2000.         | 2010.         |
| Белци             | 4.097 (92,0%) | 4.204 (86,6%) |
| Афроамериканци    | 65 (1,5%)     | 74 (1,5%)     |
| Азијати           | 43 (1,0%)     | 59 (1,2%)     |
| Хиспаноамериканци | 95 (2,1%)     | 235 (4,8%)    |
| Укупно            | 4.452         | 4.857         |